# Crunomys suncoides
Crunomys suncoides är en gnagare i familjen råttdjur som lever i södra Filippinerna.
Ett exemplar var 10,6 cm lång (huvud och bål), hade en 7,9 cm lång svans och 2,3 cm långa bakfötter samt 1,0 cm stora öron. Viktuppgifter saknas. Den mjuka och tjocka pälsen på ovansidan är orangebrun med inslag av grått och på buken samt bröstet förekommer intensiv orangebrun päls. Ansiktet kännetecknas av en spetsig nos och av ringar kring ögonen som saknar hår och pigment. Nosens spets är broskig och rörlig. Svansen är tydlig uppdelad i en mörk ovansida och en ljus undersida. Arten har en diploid kromosomuppsättning med 26 kromosomer (2n=26).
Arten är bara känd från området kring berget Kitanglad på ön Mindoro i södra Filippinerna. En individ hittades vid 2250 meter över havet i fuktiga bergsskogar med mossa på träden. Marken var täckt av ett tjockt lövskikt.
På grund av de kraftiga framtassarna med långa klor och de små ögonen antas att Crunomys suncoides delvis lever underjordisk.
Skogsområdet vid berget Kitanglad ska enligt de planer som var kända året 2016 bevaras. Andra hot är inte kända. Det saknas uppgifter om populationens storlek. IUCN listar arten med kunskapsbrist (DD).